# 도모베정
도모베정(友部町)은 간토지방의 북서부, 이바라키현 중부의 니시이바라키군에 있던 정이다. 
2006년 3월 19일, 도모베정은 니시이바라키군 이와마정과 합병해 가사마시에 편입되었다. 옛 도모베정사무소는 새로운 가사마시청으로 바뀌었는데, 합병 이전에 도모베정은 구 가사마시보다 인구가 더 많았기 때문이다.

## 지리
이바라키현의 거의 중앙에 위치하며 북서부는 야마조산 계열이 완만하게 이어진 구릉 지대로 동남부는 대체로 평탄한 대지가 펼쳐진다.

## 역사
'우베'라는 이름의 유래는 그리 오래되지 않았으며, 1895년 현재의 미토선 역이 설치될 당시 인근이 '미나미우베무라'라고 불리던 지역이었던 데서 유래한다. 위의 4개 마을이 합병된 것도 중학교 학구에 맞추기 위해서라는 지극히 정치적인 이유에서 비롯되었다. 역사적으로 위 4개 마을은 밀접한 관계가 없다. 
오하라촌 시절의 메이지 이전에는 이바라촌이라고 불렸다. 오하라라는 이름 자체도 우바라키(이바라키의 옛 발음)가 전음화된 오하라(오바라, 현 도모베정 오하라)에서 유래했다. 이바라키의 마을이 문헌에 등장하는 것은 매우 일찍, 고사기 신대(神代)편에 이미 '이바라키국조(茨城国造)'라는 단어가 등장한다. 죠리쿠니국풍토기(常陸國風土記)에도 이 지역에 대한 기록이 있는데, 풍토기 성립 당시 이미 이 지역은 이바라키군이 아닌 나카군(那珂郡)으로 되어 있었다. 이 때문에 '이바라키'라는 이름의 유래가 된 곳은 이곳이 아니라 이바라키군의 중심지였던 현 이시오카시 부근이라는 설도 있다. 
중세에는 훗날 신시도초가 되는 지역에 신시도장이 개설되어, 이윽고 이곳에 토착한 야타치 가문의 후예인 신시도씨의 세력 범위가 되었다. 한편, 오하라 지역에는 무로마치 시대 중기에 사토미(里見)씨가 토착하여 오하라성을 쌓고 전국시대까지 세력을 떨쳤다. 이 사토미씨는 후에 안방의 다이묘가 된 사토미씨의 조상이라고 전해지지만 확실한 증거는 없다. 오하라성은 전국시대 말기에 사타케(佐竹)씨의 공격으로 멸망하고, 신지도 세키가하라 전투 후 아키타(秋田)씨의 영지가 되었다. 에도시대에는 신시는 미토번 연지(水戸藩連枝)의 영지가 되었고, 오하라 지역은 천령이 되어 메이지 유신을 맞이했다. 
- 1889년 1월 16일 - 시시도역이 개업하였다.
- 1895년 7월 1일 - 도모베역이 개업하였다.
- 1955년 1월 15일 - 시시도정, 오하라촌, 기타카와네촌이 합병해 성립하였다.
- 2006년 3월 19일 - 가사마시, 이와미정과 합병해 새로운 가시마시가 성립해 동일 도모베정은 폐지되었다.

## 교통

### 철도
- 동일본 여객철도
  - 조반선
  - 미토선

### 도로
- 조반 자동차도 - 도모베JCT
- 기타칸토 자동차도 - 도모베IC
- 국도 제50호선
- 국도 제355호선